# 陈励君
陈励君（1949年—），汉族，中华人民共和国企业家、政治人物，浙江省侨联副主席、浙江华日实业投资有限公司董事长，中国共产党党员，第十一届全国政协委员。
2008年，当选第十一届全国政协委员，代表中华全国归国华侨联合会，分入第二十五组。